# Dalberg (près de Bad Kreuznach)
Pour la maison noble, voir Maison de Dalberg.
Dalberg est une municipalité allemande située dans le land de Rhénanie-Palatinat et l'arrondissement de Bad Kreuznach.

## Géographie
Dalberg est situé dans le vallée de Gräfenbach dans le Hunsrück. À l'est se trouve Wallhausen, dans le sud-ouest Argenschwang et au nord-ouest se trouve Spabrücken.

## Histoire et Bâtiments
Le château des seigneurs de la Maison de Dalberga été construite pendant 1150-1170. Dans le village il y a une petite église de l'année 1485 avec montage en saillie de la XVIIIe siècle. L'église contient des peintures murales anciennes dans le XVe siècle.